# Président-directeur général
Der Président-directeur général (Abkürzung PDG) ist in Frankreich der Titel des Leiters eines Unternehmens.
Der Titel setzt sich zusammen aus:
1. directeur général: Generaldirektor und damit oberster operativer Manager (In Deutschland vergleichbar mit dem Vorsitzenden des Vorstands (Aktiengesellschaft) oder dem Vorsitzenden der Geschäftsführung (GmbH))
2. président (… du conseil d’administration): Präsident des Verwaltungsrats (in Deutschland vergleichbar mit dem Unternehmensbeirat oder Aufsichtsrat (Vertreter der Anteilseigner))

## Geschichte
Die Position des Président-directeur général wurde 1940 unter dem Vichy-Regime eingeführt. In der Fünften Republik wurde  es durch die Nouvelle régulation économique (Neue Ökonomische Regulierung) 2001 abgelöst, die die beiden Positionen „Präsident des Verwaltungsrats“ und „Generaldirektor“ definiert.

## Internationaler Vergleich
Die Position des Président-directeur général, also die Personalunion von Geschäftsführer und Aufsichtsrat, ist sehr ungewöhnlich im internationalen Vergleich, da hierdurch die Kontrollfunktion des Aufsichtsrats beeinträchtigt wird. In Deutschland ist sie, bis auf wenige Ausnahmen, gesetzlich untersagt. In den USA werden Aktiengesellschaften von zwei Gremien geleitet: dem Board of Directors (Aufsichtsrat) und dem Management Team (Vorstand), das Angelsächsische Modell.
Auch in Frankreich sind mittlerweile die großen Aktiengesellschaften nach dem angelsächsischen Modell organisiert.